# Miconia axinaeoides
Miconia axinaeoides är en tvåhjärtbladig växtart som beskrevs av Henry Allan Gleason. Miconia axinaeoides ingår i släktet Miconia och familjen Melastomataceae. Inga underarter finns listade i Catalogue of Life.